# Altes Rathaus Náchod

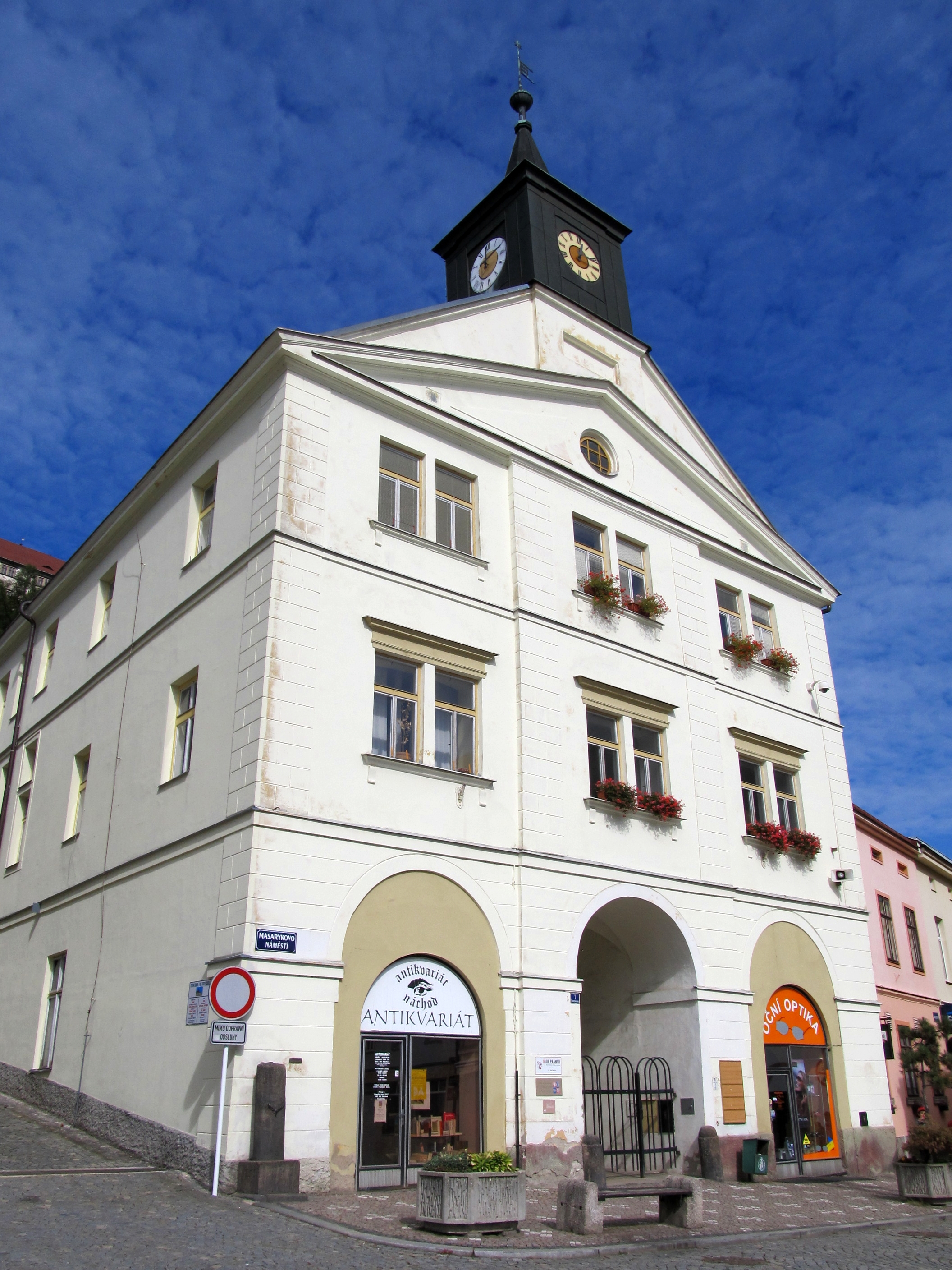
Carlo Lurago: Altes Rathaus in Náchod

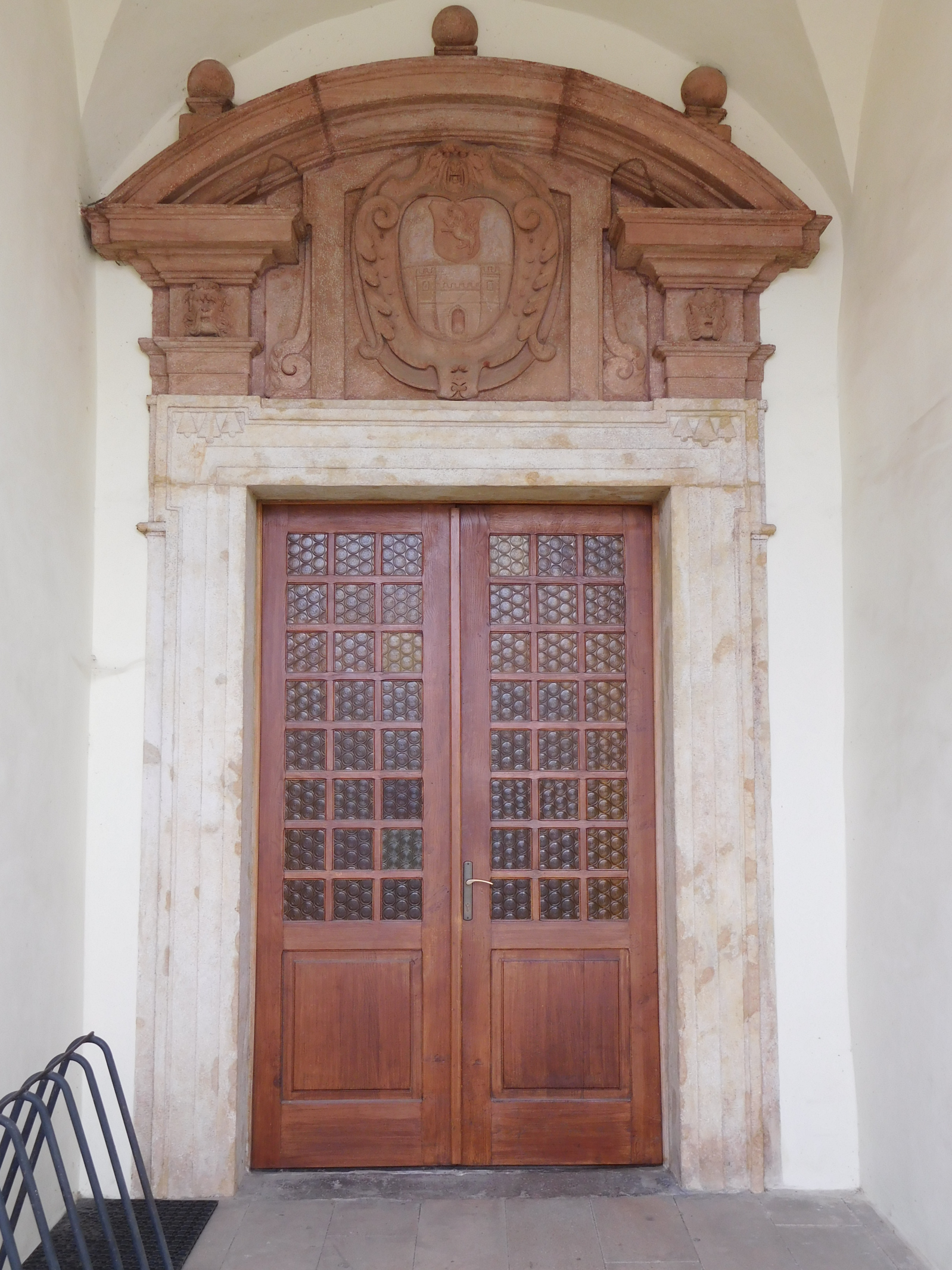
Eingang mit Supraporte

Das Alte Rathaus in Náchod (deutsch Nachod) im Okres Náchod in Tschechien wurde von 1637 bis 1659 errichtet. Es ist ein geschütztes Kulturdenkmal.
Das dreigeschossige Gebäude im Stil des Barock wurde von Architekt aus Pellio Superiore Carlo Lurago (1615–1684) erbaut und Mitte des 19. Jahrhunderts spätklassizistisch verändert. Auf dem Giebel sitzt ein Dachreiter mit Uhr.